# أليكس راندال
أليكس راندال (بالإنجليزية: Alex Randall)، مصممة إضاءة بريطانية، ولدت في 1982.

## وصلات خارجية
- الموقع الرسمي